# Eliza Coupe
 (mars 2012).
Si vous disposez d'ouvrages ou d'articles de référence ou si vous connaissez des sites web de qualité traitant du thème abordé ici, merci de compléter l'article en donnant les références utiles à sa vérifiabilité et en les liant à la section « Notes et références ».
Pour les articles homonymes, voir Coupe.
Eliza Coupe, née le 6 avril 1981 à Plymouth, dans le New Hampshire, est une actrice américaine. Elle est révélée par son rôle de Denise Mahoney dans la série Scrubs, puis pour son interprétation de l'excentrique Jane Kerkovich-Williams dans la sitcom Happy Endings.

## Biographie

### Carrière

#### Formation et débuts (années 2000)
Eliza Coupe est diplômée de la Plymouth Regional High School en 1999 où elle a suivi un programme de théâtre, interprétant entre autres les rôles de Bonnie dans Anything Goes et d'une des sœurs Mundy dans Dancing at Lughnasa. En 2003, elle a sillonné la France en jouant un soldat dans une version entièrement féminine du roi Lear. En novembre 2005, son one-woman show « Les Patriotes » est programmé en première au Upright Citizens Brigade Theatre (en) de New York et a remporté le prix de la meilleure interprétation solo du HBO US Comedy Arts Festival à Aspen en mars 2006.
En 2007, elle apparait pour la première fois à l'écran, en tenant un second rôle dans la comédie romantique Je crois que j'aime ma femme, menée par Chris Rock, puis en apparaissant dans le huitième épisode de la première saison de la série musicale Flight of the Conchords, intitulé Harcèlement.
La même année, elle interprète un rôle régulier dans une nouvelle série dramatique de la chaine câblée HBO, 12 Miles of Bad Road, mais le programme ne sera jamais mis à l'antenne. La comédienne enchaîne donc les apparitions dans d'autres séries, souvent comiques : d'abord dans une mini-série MTV Short Circuitz, puis que dans un épisode de l'éphémère Unhitched, et enfin en tenant un rôle récurrent dans Samantha qui ?. Elle accepte même de jouer dans une web-série, dérivée de la populaire série médicale Scrubs, Scrubs: Interne.

#### Révélation télévisuelle (2009-2013)
Eliza Coupe est la seule des acteurs du programme à rejoindre la série officielle l'année suivante : en effet, entre 2009 et 2011, elle continue à incarner le rôle du Dr Denise « Jo » Mahoney dans les huitième et neuvième saison de la série Scrubs. Le programme est néanmoins arrêté par ABC, faute d'audiences.
En mars 2009, la comédienne est déjà repérée par la chaîne pour un autre projet : pour le premier rôle féminin de Callie, dans le pilote de No Heroics, une adaptation de la populaire série britannique du même nom, mais le projet ne sera pas commandé. Elle tourne néanmoins au même moment dans le Somewhere, de Sofia Coppola.
À la fin de Scrubs, elle intègre la bande d'amis loufoques d'un autre projet de la chaîne, la sitcom Happy Endings. Elle y évolue aux côtés de jeunes comédiens relativement inconnus du grand public : Zachary Knighton, Adam Pally, Damon Wayans Jr. et Casey Wilson, et la connue, mais dans un registre jusque-là dramatique, Elisha Cuthbert. Malgré des débuts mitigés, le programme finit par convaincre la critique. Il est néanmoins arrêté en 2013, au bout de trois saisons, faute d'audiences.

#### Seconds rôles et progression (depuis 2013)
Son image lui permet de tenir des petits rôles dans d'autres productions très exposées : en jouant le discret Agent Robin Vohlers dans la sitcom culte Community en 2011, en incarnant en 2013, une entraineuse du Sea World dans l'attendu Légendes Vivantes, avec Will Ferrell, et en donnant la réplique à Don Cheadle et Kirsten Bell dans la troisième saison de la satire House of Lies.
Eliza Coupe poursuit aussi sur grand écran, en menant deux films indépendants : en 2012 la romance Shanghai Calling, et en 2014 la plus dramatique The Last Time You Had Fun. Cette même année, elle fait son grand retour à la télévision, en tenant le premier rôle de la sitcom judiciaire Benched, qui est néanmoins arrêtée au bout de seulement douze épisodes, faute d'audiences.
Elle passe donc l'année suivante à apparaitre dans d'autres sitcoms : un épisode de The Mindy Project, deux de Superstore, et un rôle récurrent dans la web-série Casual. Mais en 2016, elle revient au cinéma indépendant, le temps de deux projets : d'abord en menant la romance It's Us, puis en faisant partie du casting de la plus dramatique The 4th. Elle ne délaisse pas pour autant la télévision : elle tient en effet son premier rôle dramatique, le temps de cinq épisodes du thriller judiciaire Quantico.
En 2017, elle tient l'un des rôles principaux de la série de science-fiction Future Man.

## Vie privée
Eliza Coupe est mariée à l'artiste Randall Whittinghill de 2007 à 2013. Fin 2014, elle épouse Darin Olien, un magnat de l'alimentaire sain. Ils divorcent en 2018.
Dès son enfance, Eliza Coupe est diagnostiquée dyslexique et TDAH.

## Filmographie

### Cinéma
- 2006 : The Day the World Saved Shane Sawyer : Allison
- 2007 : Je crois que j'aime ma femme : Lisa
- 2011 : Sex List : Sheila
- 2012 : Shanghai Calling : Amanda Wilson
- 2017 : Naked : Vicky
- 2018 : Making Babies : Katie Kelly
- 2020 : The Estate :  Lux

### Télévision

#### Séries télévisées
- 2007 : Nick Cannon Presents: Short Circuitz : divers personnages
- 2007 : Flight of the Conchords : Lisa
- 2008 : Unhitched : Julia
- 2008 : 12 Miles of Bad Road : Gaylor Shakespeare (6 épisodes)
- 2008 : Samantha qui ? : Willow (2 épisodes)
- 2009 : Scrubs: Interns : Dr Denise « Jo » Mahoney (6 épisodes)
- 2009 : Royal Pains : Katie
- 2009–2010 : Scrubs : Dr Denise « Jo » Mahoney (24 épisodes)
- 2011 : Community : Agent Robin Vohlers
- 2011–2020 : Happy Endings : Jane Kerkovich-Williams (58 épisodes)
- 2014–2015 : Benched : Nina Whitley (12 épisodes)
- 2015 : The Mindy Project : Chelsea
- 2015 : Superstore : Cynthia
- 2015 : Casual : Emmy (6 épisodes)
- 2016 : Quantico : Hannah Wyland (5 épisodes)
- 2016 : Wrecked : Rosa (2 épisodes)
- 2017–2020 : Future Man : Tiger / Ty-Anne (34 épisodes)
- 2018 : Rob Riggle's Ski Master Academy : Preggers
- 2018 : Angie Tribeca : Dr. Autumn Portugal
- 2019 : Stumptown : Vanessa
- 2019 : Sherman's Showcase : Sofia Salvatore
- 2019 : Veronica Mars : Karsyn
- 2020 : American Dad! : Enquêtrice sur les mariages blancs (voix)
- 2021 : La Bande à Picsou : Molly Cunningham (voix)
- 2022 : Pivoting : Amy (rôle principal)
- 2025 : The Residence : Sénatrice Margery Bay Bix

#### Téléfilms
- 2009 : No Heroics : Callie